# Iven
Iven – miejscowość i gmina w Niemczech, w kraju związkowym Meklemburgia-Pomorze Przednie, w powiecie Vorpommern-Greifswald, wchodzi w skład Związku Gmin Anklam-Land.

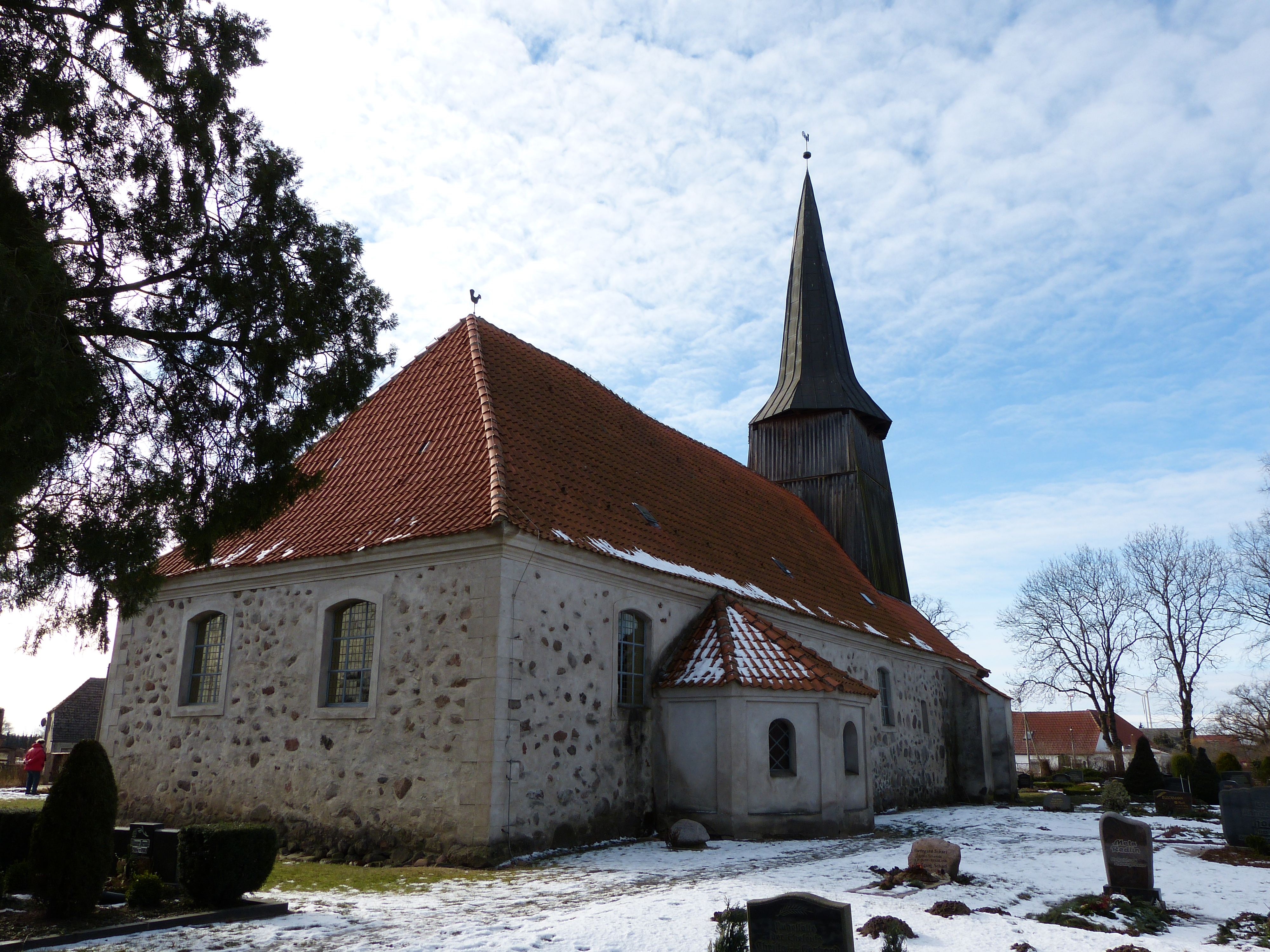
Kościół w Iven

## Urodzeni w Iven
- Jerzy Detloff Flemming – litewski urzędnik i generał, podskarbi wielki litewski